# Sierras de Valle Fértil
Las Sierras de Valle Fértil son un subsistema orográfico perteneciente a las Sierras Pampeanas del centro-oeste de la República Argentina. Se ubica hacia el centro y extremo este de la provincia de San Juan, ocupando por mayoría al departamento Valle Fértil del cual recibe el nombre, y el departamento Jáchal en minoría.
Alcanza una extensión de 98 km, la altura media del cordón es de 2.100 m s. n. m. Hacia el este de las sierras se hallan grupos pequeños de sierras menores: las sierras de Chávez, Elizondo y Riveros. 
Entre sus cerros se encuentran el Cerro Culebra con sus 2300 m s. n. m., el Cerro Pozo de Aguadita con 2.244 m s. n. m., el Cerro Mogote la Brea con 1.916 m s. n. m. y el Cerro Caballo Anca con 1.025 m s. n. m.
Algunas localidades al pie de las sierras son San Agustín, Baldecitos y Usno.
- Datos: Q6127907